# Sivan
Sivan és un mes del calendari hebreu que equival als mesos de maig - juny. El seu nom ve de l'Accadi, d'una paraula que volia dir alhora "temps" i "estació", ja que s'inicia l'estiu.

## Celebracions
- Xavuot o pentecosta jueva
- En aquest mes es recorda la vida d'Aaron, germà de Moisès